# Knut Johansson
Knut Richard Johansson (Svédország, Katrineholm, 1888, január 14. – Svédország, Bergshammar, 1953. március 7.) svéd olimpikon, kötélhúzó.
Az 1908. évi nyári olimpiai játékokon indult kötélhúzásban a svéd válogatottal. Rajtuk kívül még három brit rendőr válogatott és az amerikaiak indultak. Az első körben nem versenyeztek, majd az elődöntőben kikaptak a liverpooli rendőrség csapatától. A bronzmérkőzésen a Metropolitan Police "K" Division-tól is kikaptak, így negyedikek lettek.